# كحول سيتيلي
الكحول السيتيلي هو كحول دهني له الصيغة CH3(CH2)15OH، ويكون في الشروط العادية على شكل مادة شمعية بيضاء.

## الأسماء المرادفة
Cradacol C70 ; Cradacol C90 ; Cradacol C95 ; ethal ; ethol ; 1-hexadecanol ; n-hexadecyl alcohol ; palmityl alcohol .

## الاستخدام الصيدلاني
عامل ملبس ، عامل مستحلب ، عامل ميبس ، عامل مطرِّ .
يُستخدم الكحول السيتيلي على نحو واسع في مستحضرات التجميل والأشكال الصيدلانية حيث يُستخدم في تحضير التحاليل والأشكال الصلبة بطيئة التحرير للدواء والمستحلبات والغسولات والكريمات والمراهم .
ففي التحاليل يُستخدم الكحول السيتيلي لرفع درجة انصهار أساس التحميلة ، بينما يُستخدم في الأشكال ذات التحرر البطيء ليُشكل حاجزاً ملبّساً له نفاذية معينة. أما في الغسولات والكريمات والمراهم فيُستخدم الكحول السيتيلي فيها نظراً لخواصه المطرية لكونه مادة ممتصة للماء ونظراً لخواصه الاستحلابية الجيدة . وهو يفرز الثباتية ويثبت البنية ويزيد من التماسك والتناغم ما بين المكونات .
إن الخواص المطرية لهذه المادة تعود إلى أنها تُمتص وتتجمع في طبقة البشرة حيث تزيت الجلد (تزليق) وتنعمه وتضفي الخاصية المخملية velvety على التركيبة.
كما يستخدم الكحول السيتيلي نظراً لخواصه الممتصة للماء في مستحلبات م/ز ، فمزيج مكون من / 19 / جزء من زيت البرافين petrolatum وجزء واحد من كحول السيتيلي سوف يمتص ما مقداره 40-50% من وزنه ماء. يُعدّ الكحول السيتيلي عاملاً مستحلباً ضعيفاً للمستحلبات نمط م/ز وهذا ما يسمح بتقليل كمية العوامل المستحلبة الأخرى المستخدمة في هكذا تراكيب عند وجوده ضمنها . كما أن الكحول السيتيلي يعزز من تجانس المكونات في مستحلبات م/ز. وفي المستحلبات نمط ز/م يعزز الكحول السيتيلي من الثباتية بارتباطه مع العامل المستحلب المنحل في الماء وهذا الارتباط يؤدي إلى تشكل صرّة مغلقة أو حاجزاً أحادي الجزيئية حول كرة الزيت في مكان تماسكه مع الماء مما يشكل حاجزاً ميكانيكياً يمنع اندماج القطرات الزيتية droplet coalescence .
و في المستحلبات نصف الصلبة ترتبط الكمية المضافة من الكحول السيتيلي مع العوامل المستحلبة المائية لتُشكل طوراً مستمراً لزجاً مطاطياً . وهذا ما يُضفي الخاصية النصف صلبة على المستحلب ويمنع كذلك اندماج القطرات .
عادة ما يُشار إلى الكحول السيتيلي بمحسّن الثباتية consistency improver ، رافع للقوام bodying agent على الرغم أنه من الضروري أن يُشارك الكحول السيتيلي مع عوامل مستحلبة محبة للماء ليحقق هذه الخواص .
و تجدر الإشارة إلى أن الكحول السيتيلي النقي أو ذو درجات النقاوة الدستورية قد لا يُشكل مستحلبات نصف صلبة ثابتة وقد لا يبدي نفس الصفات الفيزيائية كما الكحول السيتيلي الحاوي على كميات لا يُستهان بها من الأغوال المتشابهة الأخرى .

## التأثير على صحة الجسم
يُستخدم الكحول السيتيلي بشكل رئيسي في المستحضرات موضعية التطبيق كما يُمكن أن يُستخدم في المستحضرات الفموية والمستقيمية والمستحضرات الأخرى .
لقد ترافق استخدام الكحول السيتيلي مع تفاعل تحسسي طويل الأمد لدى مرضى التهاب الجلد الركودي كذلك ، سجلت التفاعلات التحسسية نفسها مع استخدام الكحول السيتوستريلي أو اللانولين أو الكحول التيريلي . ومن المعتقد أن ردود الفعل التحسسية تجاه هذه المادة تعود للشوائب الموجودة في العينات التجارية منها حيث أن الكحول الستيلي المنقى حتى درجة 99.5% لم تُسجل له أية تفاعلات تحسسية .

## شمع إسترات السيتيل
هو إستر للكحول السيتيلي على هيئة شمع. تُستخدم هذه المادة في المجال الصيدلاني كعامل مُيَبِّس ومُطَرِّ في الكريمات والمراهم كبديل عن الشمع الأبيض البال الطبيعي (عنبرية).
تختلف الخواص الفيزيائية لهذه المادة بحسب المصنع وذلك تبعاً للاختلاف بين نواتج الحموض الدسمة واسترات الأغوال الدسمة المستخدمة . ويظهر هذا جلياً على درجات الانصهار لهذه المادة التي تتراوح من 43ْ-47ْ درجة مئوية إلى 51ْ-55ْ درجة مئوية.
تُعتبر هذه المادة عديمة الأذى، وهي ليست سامة وليست مخرشة. أما التنافرات فهي مع الأحماض والأسس القوية.

## اقرأ أيضاً
- بالميتات السيتيل
- كحول أميلي